# Euryza (Zwijndrecht)
Euryza is een rijstpellerij in de Nederlandse plaats Zwijndrecht die bestond van 1863 tot 2002 en gevestigd was aan Ringdijk 468.

## Geschiedenis
Het bedrijf is voortgekomen uit een rijstpelmolen, De Rozenburg genaamd, welke in 1845 door Lambertus van Loon Hzn. werd gebouwd. In 1863 werd op basis van deze molen de Rijstfabriek van Van Schaardenburg opgericht. Deze fabriek bezigde aanvankelijk windkracht, maar ging later over op stoom en nog later op elektriciteit. In 1906 of iets later werd de windmolen gesloopt.
In 1908 veranderde de firma van eigenaar en werd het Fa. Howard & Co. Deze firma verkreeg in 1917 het predicaat "Koninklijke". In 1932 was er opnieuw een wisseling van eigenaar. Uiteindelijk werd het een fabriek van de Duitse firma Euryza, die haar basis in Hamburg had. Euryza was een tijd lang in handen van Honig Merkartikelen. In 1998 werd het besluit genomen om de productie naar Hamburg te verplaatsen. In 2000 stopte de productie en in 2002 werd de fabriek, met zijn opvallende rijstsilo's, gesloopt, waarna er appartementen op het terrein werden geprojecteerd.